# Lepidophyma reticulatum
Lepidophyma reticulatum är en ödleart som beskrevs av Taylor 1955. Lepidophyma reticulatum ingår i släktet Lepidophyma och familjen nattödlor. IUCN kategoriserar arten globalt som sårbar. Inga underarter finns listade i Catalogue of Life.
Arten förekommer i Costa Rica och Panama. Den lever i låglandet och i bergstrakter upp till 1250 meter över havet. Habitatet utgörs av olika slags skogar och ibland besöks människans samhällen. Populationen består endast av honor och fortplantningen sker genom partenogenes.